# Barry Ferguson
Barry Ferguson, MBE (* 2. Februar 1978 in Glasgow) ist ein ehemaliger schottischer Fußballspieler und heutiger Trainer. Am 17. Juni 2006 wurde er Mitglied im Order of the British Empire.

## Jugend
Seit frühester Kindheit ist Ferguson Rangers-Fan gewesen. Sein älterer Bruder Derek war in den 1980er Jahren Teil der Mannschaft.

## Glasgow Rangers
Ferguson begann seine Profikarriere 1996 bei den Rangers und avancierte schnell zu einer Säule des Teams (er wurde 2000 Kapitän). Mit ihm gewannen die Rangers 1997, 1999, 2000 und 2003 die schottische Meisterschaft und 1999, 2000, 2002 und 2003 den schottischen Pokal. Ferguson selbst wurde 2001 und 2003 zu Schottlands Fußballer des Jahres gewählt.

## Blackburn Rovers
Im Sommer 2003 erfolgte dann der Wechsel für 9,25 Mio. Euro zu den Blackburn Rovers in die englische Premier League.

## Rückkehr zu den Rangers
Doch durch eine schwere Verletzung konnte Ferguson sein Potential nicht ausschöpfen und kehrte im Januar 2005 zu den Rangers zurück (Ablöse: 7,25 Mio. Euro). Das Team wurde mit ihm auf Anhieb wieder Meister und Liga-Pokalsieger.

## Birmingham City
Im Juli 2009 wechselte Ferguson erneut in die englische Premier League. Bei Aufsteiger Birmingham City unterschrieb Ferguson einen Vertrag bis zum Ende der Saison 2011/2012. Seine Ablöse betrug rund 1,2 Millionen Euro.

## FC Blackpool
Im Sommer 2011 wechselte Ferguson zum Premier-League-Absteiger Blackpool. Er unterschrieb dort einen Zweijahresvertrag. Während dieser Zeit wurde Ferguson für 4 Monate an Fleetwood Town ausgeliehen. Im Januar 2014 übernahm er interimsweise den Posten des Trainers beim FC Blackpool, nachdem Paul Ince entlassen worden war.

## Nationalmannschaft
Nach zwölf Einsätzen in der schottischen U21 debütierte Ferguson als 20-Jähriger gegen Litauen am 5. September 1998 bei den Herren. 2004 wurde er von Berti Vogts zum Kapitän der Mannschaft ernannt. Dieses Amt hatte er für 28 Spiele inne.
Nach der 3:0-Niederlage gegen die Niederlande am 28. März 2009 war Ferguson zusammen mit seinem Mannschaftskollegen Allan McGregor in ein Trinkgelage im Hotel verwickelt. Aufgrund dieser Eskapade wurden beide Spieler für das nächste Spiel gegen Island auf die Tribüne verbannt. Dort fielen sie durch obszöne Gesten vor der Partie jedoch weiterhin negativ auf. Am 3. April verkündete der schottische Fußballverband deshalb, dass McGregor und Ferguson nicht mehr für die Bravehearts auflaufen werden. Außerdem wurde er von den Glasgow Rangers für zwei Wochen ohne Bezahlung suspendiert und war den Rest der Saison auch nicht mehr Kapitän der Mannschaft.

## Trainer
Ab dem 13. Juni 2014 war Ferguson Trainer beim schottischen Drittligisten FC Clyde. Diesen betreute er bis April 2015 als Spielertrainer.
Am 24. Februar 2025 wurde Ferguson nach der Entlassung von Philippe Clement zum Interimstrainer der Glasgow Rangers ernannt.